# 1813
| 1813                        |
| --------------------------- |
| Dødsfald - Fødsler          |
| • Begivenheder • Litteratur |

| Gregoriansk kalender | 1813 MDCCCXIII          |
| Ab urbe condita      | 2566                    |
| Armensk kalender     | 1262 ԹՎ ՌՄԿԲ            |
| Kinesiske kalender   | 4509 – 4510 壬申 – 癸酉 |
| Etiopisk kalender    | 1805 – 1806             |
| Jødisk kalender      | 5573 – 5574             |
| Hindukalendere       |                         |
| - Vikram Samvat      | 1868 – 1869             |
| - Shaka Samvat       | 1735 – 1736             |
| - Kali Yuga          | 4914 – 4915             |
| Iransk kalender      | 1191 – 1192             |
| Islamisk kalender    | 1228 – 1229             |

Året 1813 startede på en fredag.
Konge i Danmark: Frederik 6. – 1808-1839
Se også 1813 (tal)

## Begivenheder

### Udateret
- Den tyske orden Jernkorset stiftes.
- Starten på Den litterære jødefejde i Danmark mellem antisemitter og deres modstandere

### Januar
- 5. januar – Statsbankerot og pengeombytning, som følge af finanskrisen efter Napoleonskrigene
- 6. januar – Danmark bliver Napoleons sidste forbundsfælle i Europa. Kong Frederik 6.. svarer på en forespørgsel fra Napoleon, at man stadig står ved sit forbund med Frankrig

### Marts
- 16. marts - General og greve af Preussen Hans Yorck von Wartenburg erklærer krig mod Frankrig

### Maj
- 2. maj - Napoleon besejrer de preussiske og russiske hære i slaget ved Lützen
- 12. maj - Første danske opførelse af Hamlet. Det var på Det Kongelige Teater.[1]
- 23. maj - Simón Bolívar indtager Mérida som starten på invasionen af Venezuela, og han omtales om "Befrieren" - "El Libertador"

### August
- 12. august - Kejserriget Østrig erklærer krig mod Napoleon
- 27. august – Napoleon 1. besejrer østrigerne i et slag ved Dresden i Tyskland

### Oktober
- 18. oktober - de allierede tropper besejrer Napoleons hær i det såkaldte folkeslag ved Leipzig

### November
- 6. november – Mexico bliver uafhængigt af Spanien

### December
- 6. december – Tidligere statsminister Christian Ditlev Reventlow forlader sine embeder, men beholder dog posten i statsrådet.
- 7. december – Slaget ved Bornhøved mellem det danske hjælpekorps' bagtrop i Holsten og et svensk kavalerikorps

## Født
- 30. januar - William Charles Cotton, engelsk præst, missionær og biavler (død 1879)
- 19. marts – Doktor Livingstone, en skotsk læge, missionær og opdagelsesrejsende, død 1873
- 5. maj – Filosoffen Søren Kierkegaard, død 1855
- 22. maj – Den tyske komponist Richard Wagner, død 1883
- 13. juli – Theophilus Hansen, dansk arkitekt, død 1891.
- 10. oktober – Operakomponisten Giuseppe Verdi, død 1901.
- 29. oktober – Carl Ploug – en dansk digter, redaktør og politiker, død 1894
- 9. maj – Hans Peter Prior, en dansk handelsmand og skibsreder, medstifter af DFDS, død 1875

## Dødsfald
- 11. august – Henry James Pye, engelsk digter (født 1745)
- 21. august – Sophie Magdalene, var prinsesse af Danmark , kronprinsesse og dronning af Sverige. Født 1746
- 5. oktober – Tecumseh, en indianerhøvding som kæmpede for at forsvare indianernes land, født ca. 1768

## Bøger
- Stolthed og fordom – en roman af den engelske forfatter Jane Austen.